# Hymenopappus
Hymenopappus là một chi thực vật có hoa trong họ Cúc (Asteraceae).

## Loài
Chi Hymenopappus gồm các loài: